# Millesimo
Millesimo (im Ligurischen: Merexo) ist eine italienische Gemeinde und ein Dorf mit 3257 Einwohnern (Stand 31. Dezember 2023) in der Provinz Savona in Ligurien und ist Mitglied der Vereinigung I borghi più belli d’Italia (Die schönsten Orte Italiens).

## Geographie

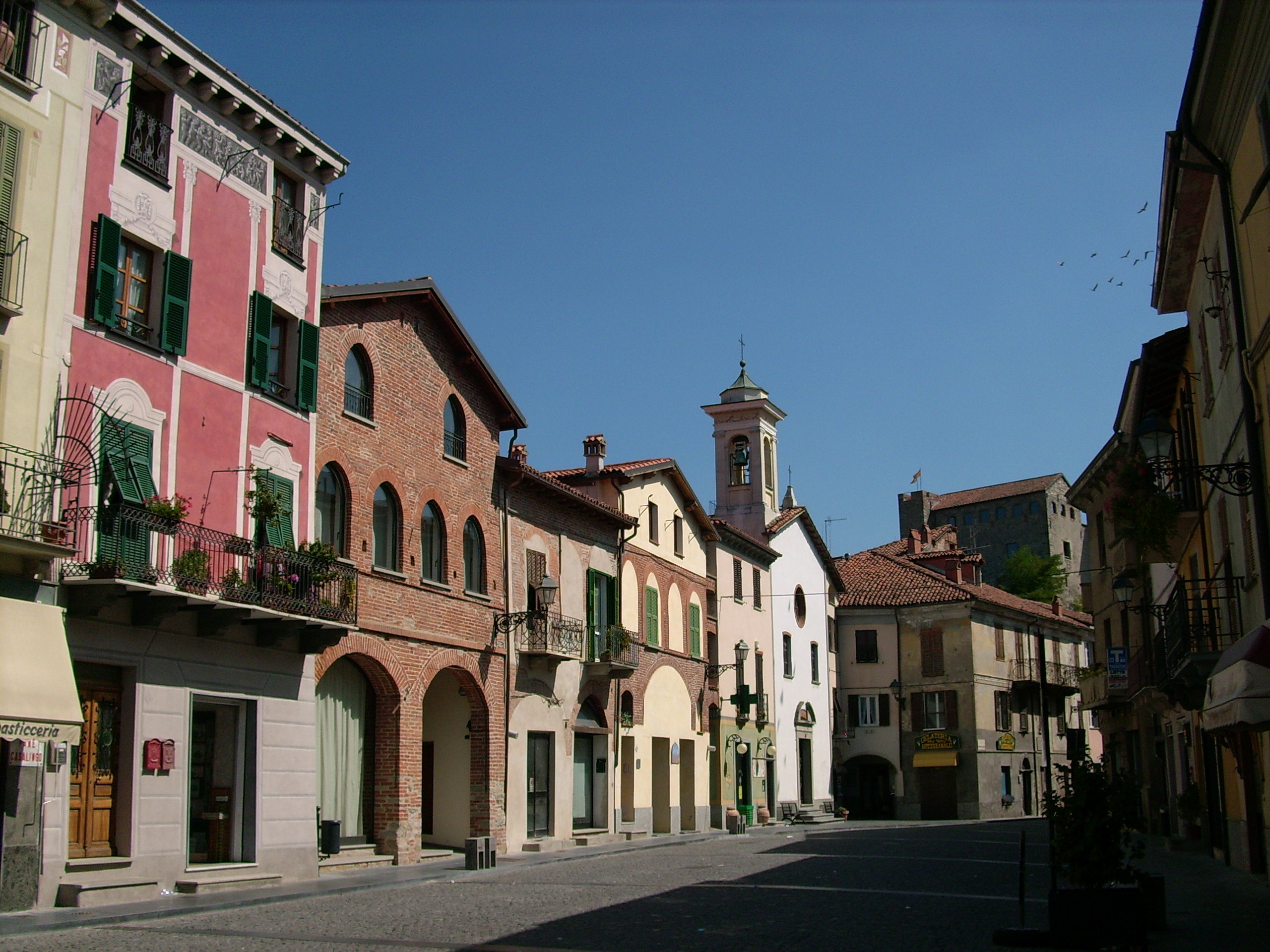
Millesimo in Ligurien

Millesimo liegt im Val Bormida, am gleichnamigen Fluss, der im gemeindenahen Verlauf den Namen Bormida di Millesimo annimmt. Die Gemeinde gehört zu der Comunità Montana Alta Val Bormida und außerdem auch zum Naturpark Bric Tana. Von der Provinzhauptstadt Savona ist Millesimo circa 27 Kilometer entfernt. Zugehörige Siedlungen sind Acquafredda und Borda oberhalb von Millesimo, an der Straße nach Murialdo und Braia an der Straße nach Roccavignale. Der Kernort von Millesimo wird als einer der schönsten Italiens angesehen.
Nach der italienischen Klassifizierung bezüglich seismischer Aktivität wurde die Gemeinde der Zone 4 zugeordnet. Das bedeutet, dass sich Millesimo in einer seismisch inerten Zone befindet.

## Klima
Die Gemeinde wird unter Klimakategorie E klassifiziert, da die Gradtagzahl einen Wert von 2324 besitzt. Das heißt, die in Italien gesetzlich geregelte Heizperiode liegt zwischen dem 15. Oktober und dem 15. April für jeweils 14 Stunden pro Tag.

## Geschichte
Am 13. April 1796 standen sich in der Schlacht bei Millesimo französische Truppen unter General Napoleon und österreichisch-sardisch-piemontische Verbände gegenüber.

## Sehenswürdigkeiten
Etwas südlich des Ortes liegt auf 616 m. ü. NN die Wallfahrtskirche Santuario di Nostra Signora del Deserto, ein schöner Kuppelbau aus dem Jahr 1726.

## Persönlichkeiten
- Filomena Gagliardi-Ferrari (* 1835 in Monteggio; † 1915 in Millesimo), Braut von Carlo Ferrari, Unternehmerin (Hochofen Produkte)[5]